# عزلة بني سليمان (الحيمة الخارجية)
عزلة بني سليمان هي إحدى عزل مديرية الحيمة الخارجية في محافظة صنعاء ويبلغ تعداد سكانها 5297 نسمة حسب التعداد السكاني في اليمن لعام 2004.

## روابط خارجية
- المركز الوطني للمعلومات باليمن نسخة محفوظة 10 أبريل 2015 على موقع واي باك مشين.
- الدليل الشامل